# Найти своих (альбом)
«Найти своих» — шестой студийный альбом украинской певицы Тины Кароль, выпущенный 18 сентября 2020 года. Новый альбом «Найти своих», приуроченный к 15-летию певицы на сцене. Пластинка является восьмой по счёту в дискографии певицы.

## Об альбоме
Тина Кароль презентовала клип-трилогию «Найти своих», который состоит из трех заглавных песен одноименного нового альбома певицы. В трилогии Кароль предстала в роли героини, которой люди доверили сокровенные секреты своих душ. Для одних Тина спасательный круг, для других справедливый приговор. Счастье в жизни каждого человека состоит в обретении.
«Найти своих — это счастье, потерять — испытание. Но обретение «своих» возможно только тогда, когда перестаешь искать», – говорит Тина Кароль
Режиссером ролика выступил Стас Морозов, объединивший в одну целостную историю три песни певицы: «Найти своих», «Лодочка» и «Небо». Самая масштабная видеоработа Тины Кароль является в то же время её музыкальной исповедью.
Для обложки пластинки использовали изображение скульптуры украинского скульптора Владимира Цисарика, который изобразил певицу в образе сильфа, стоящей на земле на двух хрупких перьях своих крыльев.
«Тина Кароль — единственная певица, которая является одновременно и творцом и музой», – говорит Владимир Цисарик

## Продвижение
Тина Кароль на своем YouTube-канале презентовала видеотрилогию «Найти своих». Проект включает три первые песни одноименного нового альбома Тины Кароль: «Найти своих», «Лодочка» и «Небо» . Как говорится в описании, видео является эмоциональным пазлом, который складывается в ответ на вопрос: «В чем кроется счастье?».
6 октября 2020 года эксклюзивно на Хит FM Тина Кароль вживую представила альбом «Найти Своих». Певица вживую исполнила новые песни: «Лодочка», «Небо», «Білий мішка».
25 октября 2020 года певица приняла участие в записи концерта «Вечерний квартал», где исполнила новый хит «Найти своих».
29 ноября 2020 года в прямом эфире Тина Кароль продемонстрировала потрясающее попурри из собственных песен, которые можно было услышать с начала ее карьеры на всех радиостанциях: "Сдаться ты всегда успеешь", "Зачем я знаю", "Ноченька", "Найти своих" и другие. Женщина побывала также в символических для нее местах: в гримерной, гардеробной, танцевальном зале, зоне отдыха, за кулисами сцены – будто провела поклонников всеми этапами подготовки ее номеров, которые не видят фанаты за красивой "картинкой".

## Синглы
С альбома была выпущена видео-трилогия, в которую вошло три сингла: 
- «Найти своих»
- «Небо»
- «Лодочка»

На которые также был снят видеоклип.

## Список композиций
| №                   | Название            | Текст песни                     | Длительность |
| ------------------- | ------------------- | ------------------------------- | ------------ |
| 1.                  | «Найти своих»       | Офлиян Екатерина                | 3:47         |
| 2.                  | «Лодочка»           | Раенко Ростислав                | 4:10         |
| 3.                  | «Небо»              | Grogory Gourtrell, Mitchell Jr. | 3:54         |
| 4.                  | «Вабити»            | Берчий И. В., Савраненко А.О    | 3:11         |
| 5.                  | «Вільна»            | Савраненко А.О., Шкуркин А.     | 3:14         |
| 6.                  | «Сила высоты»       | Солодовников Е. А.              | 3:03         |
| 7.                  | «Иди на жизнь»      | Егор Солодовников               | 3:52         |
| 8.                  | «Безодня»           | Хлывнюк. А. Аджикаев О.         | 4:19         |
| 9.                  | «Помнишь»           | Dan Balan                       | 4:48         |
| 10.                 | «Blow Your Mind»    | Ferrar D., Luca Dayz, M. Aaron  | 3:31         |
| 11.                 | «Білий мішка»       | Тина Кароль                     | 3:22         |
| Общая длительность: | Общая длительность: | Общая длительность:             | 43:96        |